# Totora (Cochabamba)
Totora ist eine Ortschaft im Departamento Cochabamba im südamerikanischen Anden-Staat Bolivien.

## Lage im Nahraum
Totora ist der zentrale Ort des Municipios Totora und Sitz der Verwaltung der Provinz Carrasco. Die Ortschaft liegt auf einer Höhe von 2800 m am Oberlauf des Río Sauces, der unterhalb von Totora in südöstlicher Richtung zum Río Grande hin entwässert.

## Geographie
Totora liegt in einem der Hochtäler der Gebirgskette der Cordillera Oriental, die nach Osten zu in das bolivianische Tiefland übergeht. Das Klima der Region ist gekennzeichnet durch ein typisches Tageszeitenklima, bei dem die Temperaturunterschiede zwischen Tag und Nacht deutlicher ausfallen als zwischen den Jahreszeiten.
Die Jahresdurchschnittstemperatur beträgt 14 °C, die Monatswerte schwanken zwischen 11 °C im Juni/Juli und 16 °C im November/Dezember (siehe Klimadiagramm). Der Jahresniederschlag beträgt 600 mm und fällt vor allem in den Sommermonaten von Dezember bis Februar mit Monatswerten von 100 bis 125 mm; dem steht eine Trockenzeit von Mai bis Oktober mit Monatsniederschlägen von unter 30 mm gegenüber.

## Verkehr
Totora liegt in einer Entfernung von 163 Straßenkilometern südöstlich von Cochabamba, der Hauptstadt des gleichnamigen Departamentos.
Von Cochabamba führt die Nationalstraße Ruta 7 in südöstlicher Richtung 149 Kilometer bis Epizana, von dort zweigt die Ruta 5 nach Süden ab und führt über Totora weiter nach Sucre und zur chilenischen Grenze.

## Bevölkerung
Die Einwohnerzahl der Ortschaft ist in den vergangenen beiden Jahrzehnten um fast die Hälfte angestiegen:
| Jahr | Einwohner | Quelle       |
| ---- | --------- | ------------ |
| 1992 | 1347      | Volkszählung |
| 2001 | 1597      | Volkszählung |
| 2012 | 1925      | Volkszählung |
| 2024 |           | Volkszählung |

Die Region weist hohen Anteil an Quechua-Bevölkerung auf, im Municipio Totora sprechen 97,8 Prozent der Bevölkerung Quechua.